# Мороз, Аксентий Игнатьевич
Аксентий Игнатьевич Мороз (1914—1969) — старший сержант Рабоче-крестьянской Красной Армии, участник Великой Отечественной войны, Герой Советского Союза (1943).

## Биография
Аксентий Мороз родился в 1914 году в селе Боровка (ныне — Черневецкий район Винницкой области Украины). В 1941 году он был призван на службу в Рабоче-крестьянскую Красную Армию. С марта 1943 года — на фронтах Великой Отечественной войны.
К сентябрю 1943 года сержант Аксентий Мороз командовал отделением миномётной роты 702-го стрелкового полка 213-й стрелковой дивизии 7-й гвардейской армии Степного фронта. Отличился во время битвы за Днепр. 27 сентября 1943 года Мороз в числе первых переправился через Днепр и боях за захват плацдарма лично уничтожил немецкий пулемёт. 28 сентября 1943 года он активно участвовал в отражении восьми немецких контратак. Во время боя за село Днепровокаменка Верхнеднепровского района Днепропетровской области Украинской ССР он лично уничтожил танк противника.
Указом Президиума Верховного Совета СССР от 26 октября 1943 года за «образцовое выполнение боевых заданий командования на фронте борьбы с немецкими захватчиками и проявленные при этом мужество и героизм» старший сержант Аксентий Мороз был удостоен высокого звания Героя Советского Союза с вручением ордена Ленина и медали «Золотая Звезда» за номером 1431.
После окончания войны Мороз был демобилизован. Проживал и работал на хуторе Гладковка (ныне — в черте села Иванополье Донецкой области Украины). Умер 28 мая 1969 года, похоронен на Мушкетовском кладбище Донецка.
Был также награждён орденом Красной Звезды и рядом медалей.